# Il riscatto di Ender
Il riscatto di Ender (1986) è un romanzo di fantascienza di Orson Scott Card. Si tratta del secondo capitolo del ciclo di Ender (preceduto da Il gioco di Ender e seguito da Ender III - Xenocidio). Il libro ha vinto nella categoria di miglior romanzo sia il premio Hugo che il premio Nebula.

## Trama
Sono passati più di 3.000 anni da quando Ender riuscì a portare a termine l'invasione contro gli Scorpioni e sterminò la loro razza. Gli esseri umani, sotto la guida della federazione Starway, hanno iniziato la colonizzazione dello spazio e stabilito colonie su un centinaio di mondi. Pur essendo molto limitati negli spostamenti che richiedono anni di tempo soggettivo ma decenni se non centinaia di anni in termini di tempo standard l'umanità è riuscita a mantenere una identità politica e culturale grazie all'ansible che permette di comunicare in modo istantaneo a qualsiasi distanza.
Sul pianeta Lusitania è stata scoperta la seconda razza senziente dopo gli scorpioni. Si tratta di piccoli esseri all'apparenza molto arretrati chiamati gergalmente maiali. Per evitare ogni possibile contaminazione culturale è stato deciso di impiantare sul pianeta solo una piccola colonia che doveva mantenersi quanto più possibile isolata e iniziare uno studio delle forme di vita native. Gli abitanti di Lusitania sono di origine portoghese e di religione cattolica.
I primi coloni vengono però attaccati da un virus nativo del pianeta chiamato Descolada che rischia di sterminare l'intera popolazione e provoca decine e decine di morti. Gli xenobiologi della colonia, marito e moglie, riusciranno infine a trovare una cura ma in ritardo per salvare loro stessi. I due lasciano una figlia molto piccola, Novinha, a cui la perdita dei genitori provoca un forte shock emotivo.
Il romanzo si apre descrivendo Pipo, lo xenologo incaricato di studiare i maiali e il suo giovane apprendista e figlio Libo. I due hanno stabilito un rapporto molto amichevole con gli alieni che hanno imparato sia la lingua standard, lo Stark, sia il portoghese.
Novinha intanto cresciuta ma sempre molto asociale decide di diventare la nuova xenobiologa della colonia e di sostenere l'esame. Inizialmente Pipo è contrario ma una volta chiarito che la bambina desidera diventare l'araldo dei maiali accetta e le fa sostenere l'esame che Novinha supera.
Inizia così un rapporto molto forte con i due xenologi con cui si ritrova a stretto contatto per il suo lavoro. Un giorno tuttavia mentre la giovane mostrava a Pipo i risultati di alcune sue ricerche sulla descolada quest'ultimo ha una misteriosa intuizione sui maiali e senza chiarire la cosa va nella foresta a verificare la sua idea. Il suo corpo sarà ritrovato poche ore dopo orrendamente mutilato in uno strano rituale.
Novinha sconvolta e credendo che siano state le sue ricerche la causa della morte di Pipo protegge i dati anche per salvaguardare Libo dal ripetere la strada del padre. Nel contempo richiede l'assistenza di un Araldo dei morti per l'elegia di Pipo.
Alla richiesta di aiuto risponde Ender che si trova in un pianeta vicino insieme alla sorella. Grazie ai viaggi spaziali per loro sono trascorsi appena 20 anni dagli eventi del primo romanzo. Nessuno conosce la sua vera identità, sia Ender sia il primo Araldo dei morti sono considerati ormai figure leggendarie. Ad accompagnare Ender c'è il bozzolo della regina degli scorpioni per il quale non ha ancora trovato un pianeta adatto e Jane una sorta di Intelligenza artificiale senziente nata dall'unione di tutti i sistemi informatici dei vari pianeti collegati attraverso l'ancible. Jane si è per ora rivelata soltanto a Ender, per paura delle reazioni degli altri esseri umani.
Il viaggio dura cinque giorni per Ender ma ben 22 anni in tempo reale. Una volta arrivato trova che la situazione è profondamente cambiata. Novinha che ora ha 6 figli ed è sposata ad un uomo di nome Marcao, ha ritirato la sua richiesta di avere un araldo dopo appena 5 giorni, Libo è appena morto ucciso anch'esso dai maiali e anche Marcao è deceduto per una grave malattia genetica congenita. Due dei figli di Novinha hanno richiesto un araldo rispettivamente per Libo e per Marcao.
Ender cerca subito di prendere contatto con la famiglia di Novinha e conosce i suoi figli. Dopo alcune ricerche e con molta intuizione riesce a scoprire che Marcao era sterile e che il vero padre dei figli di Novinha è Libo. Riesce anche a vincere la grande diffidenza dei ragazzi e in un certo senso diventa loro amico nonostante siano tutti emotivamente provati da una madre molto distaccata e da un padre che era sempre violento con lei.
Grazie a Miro figlio di Novinha e a Ourinda figlia di Libo, gli attuali xenologi della colonia, Ender prende contatto con i maiali e scopre che questi ultimi possono controllare gli alberi trasformandoli in ciò che vogliono (armi di legno, bastoni, assi) semplicemente chiedendoglielo. Scopre anche che prima Libo e poi i due ragazzi hanno contravvenuto alle norme che regolano il contatto con i maiali dando loro conoscenze tecniche relative all'agricoltura, alla caccia e alla pastorizia. Hanno fatto questo in quanto non c'era abbastanza cibo per sostenere tutta la comunità dei maiali e non se la sono sentita di abbandonarli a sé stessi. Jane si era però già accorta di tale violazione e fa in modo che la federazione Starways scopra tale situazione. La fondazione reagisce preparando l'evacuazione della colonia e emettendo un mandato di cattura verso gli Xenologi, inoltre inizia la procedura per scaricare dai computer del pianeta tutti i dati degli abitanti.
Una volta ritornati al villaggio Ender fa la sua elegia per Marcao davanti a tutta la popolazione rivelando tutti i segreti di cui è venuto a conoscenza e provocando grande sconvolgimento. Le sue parole hanno però anche un profondo effetto catartico.
Al termine dell'elegia le manovre della federazione vengono scoperte dai capi della colonia (il sindaco ed il vescovo in particolare) che decidono però di non evacuare il pianeta come ordinatogli diventando di fatto dei ribelli. Miro intanto cercando di scappare nella foresta cerca inutilmente di scavalcare lo speciale recinto che isola il villaggio riportando danni cerebrali.
Ender a questo punto decide che deve fare un vero e proprio trattato con gli alieni per poter porre le basi ad una convivenza pacifica con Lusitania prima e con tutta la federazione in seguito. Le trattative sono condotte da una femmina in quanto la società degli alieni è di tipo matriarcale. Durante la stesura del trattato viene finalmente svelato interamente il ciclo di vita dei maiali che in sostanza per evolversi nella loro forma fertile devono trasformarsi in alberi con l'aiuto del virus della descolada che fa quindi parte integrante del loro ciclo di vita così come delle altre forme di vita animali e vegetali del pianeta (ogni specie animale è associata ad una specie vegetale e nel pianeta ci sono solo 3 specie di animali e di rispettive piante oltre alla coppia alberi - maiali).
Una volta steso il trattato questo dovrà poi essere accettato anche da tutti gli altri villaggi sparsi per il pianeta. Ender a questo punto libera la regina degli scorpioni sul pianeta che può finalmente far rivivere la sua specie.

## Edizioni
- Orson Scott Card, Speaker for the Dead, 1986.
- Orson Scott Card, Il riscatto di Ender, traduzione di Gianluigi Zuddas, Cosmo oro n.89, Editrice Nord, 1988,  p. 389.
- Orson Scott Card, Il riscatto di Ender, traduzione di Gianluigi Zuddas, collana Biblioteca Cosmo n° 8, Editrice Nord, 2005,  p. 388, ISBN 88-429-1402-9.